# داکواتر (نوادا)
داکواتر، نوادا (به انگلیسی: Duckwater, Nevada) یک محدوده ثبت‌نشده در ایالات متحده آمریکا است که در شهرستان نای، نوادا واقع شده‌است.

## خصوصیات
داکواتر ۲۲۸ نفر جمعیت دارد و ۱٬۶۷۰٫۳۲ متر بالاتر از سطح دریا واقع شده‌است.